# Klaus Riesenhuber
Klaus Riesenhuber SJ (* 29. Juli 1938 in Frankfurt am Main; † 31. März 2022 in Tokio) war ein deutscher Philosoph und römisch-katholischer Theologe.

## Leben
Klaus Riesenhuber, jüngerer Bruder des Politikers Heinz Riesenhuber (* 1935), wuchs während des Zweiten Weltkrieges in Frankfurt am Main und teilweise in Bayern auf. Nach seiner schulischen Ausbildung an einem altsprachlichen Gymnasium in Frankfurt besuchte er die Philosophisch-Theologische Hochschule Sankt Georgen mit dem Ziel, Weltpriester zu werden. Nach einem Jahr Studium trat er in den Jesuitenorden ein. Er absolvierte zunächst eine Ordensausbildung auf Burg Eringerfeld in Westfalen. Daraufhin begann er ein Philosophiestudium am Berchmanskolleg in München. Von 1962 bis 1967 studierte er zusätzlich Philosophie (Hauptfach) sowie Psychologie und Fundamentaltheologie als Nebenfächer an der Universität München unter anderem bei Max Müller und Karl Rahner. Er promovierte 1967 mit einer Arbeit über Thomas von Aquin.
Im Anschluss an das Studium bewarb Riesenhuber sich für die japanische Jesuitenmission. Es folgten zwei Jahre lang Sprach- und theologische Studien. Riesenhuber empfing 1971 die Priesterweihe und wirkte dann über 40 Jahre lang zunächst als Dozent, später als Professor für mittelalterliche europäische Philosophie und Theologie an der Sophia University Tokyo. Hier leitete er über viele Jahre das Institute of Medieval Thought. Zudem lehrte er an weiteren Universitäten in Tokio und Sendai sowie an der Universität Kyūshū in Fukuoka.
Klaus Riesenhuber starb am 31. März 2022 mit 83 Jahren in Tokio, wo er ab 2019 im Alten- und Pflegeheim Loyola-Haus gelebt hatte.

## Wirken
Riesenhubers besonderes Anliegen war die Vermittlung der in Japan kaum bekannten christlich-mittelalterlichen europäischen Philosophie und Theologie und die Vermittlung eines denkerisch verantworteten Christentums. Als Philosoph beschäftigte sich Riesenhuber sein Leben lang mit der Frage nach dem Sinn des Lebens. Er arbeitete insbesondere auf dem Grenzgebiet zwischen Philosophie und Theologie. Beispielhaft für dieses intensive Bemühen mag der Artikel Natürliche Theologie, oft auch Philosophische Theologie genannt, in dem von Karl Rahner herausgegebenen Theologischen Taschenlexikon stehen.

## Schriften
- Existenzerfahrung und Religion. Matthias-Grünewald-Verlag, Mainz 1968.
- Die Transzendenz der Freiheit zum Guten: Der Wille der Anthropologie und Metaphysik des Thomas von Aquin. Berchmanskolleg-Verlag, München 1971.
- Maria – Im theologischen Verständnis von Karl Barth und Karl Rahner. Herder-Verlag, Freiburg i. Br. 1973.
- Hören auf den Anruf – zur transzendental konstitutiven Funktion des Wortes. 1984.
- Theology and the Question of God in Heidegger. 1990.